# ハチエモン
ハチエモンは、日本の近畿地方の広域テレビ局・関西テレビ放送（カンテレ）のマスコットキャラクター。

## 概要
1995年誕生。キャラクターデザインは電通関西支社の山本良二、辻中達也。愛称である「ハチエモン」は公募で決定された。初期の頃はテレビ局のキャンペーンCMや番組宣伝番組を中心に登場していたが、やがて人気が出てきたため天気予報番組のオープニングCGに登場したり、ハチエモンが主役のアニメ『ハチエモン村』やゲームまで制作された。
大きな唇に卵状のマスコットキャラクターとして、近畿地方の視聴者に定着している。バリエーションは多種多様で（鳥やたこ焼きなど）、更に1998年からは関連CS放送チャンネル関西テレビ☆京都チャンネル（2009年4月30日で放送終了）では姉妹キャラとしてハチエモンに舞妓のカツラをつけた「京チャン」が誕生。
毎日放送の「らいよんチャン」やテレビ大阪の「たこるくん」、それにサンテレビの「おっ!サン」と並ぶ、関西のテレビ局名物マスコットキャラクターとして定着し、大阪市内の土産店ではこれらのキャラクターグッズが販売されている。
初期には声を出さなかったため、声の担当もいなかった。1997年春の『カンテ～レ・キャンペーン』のみ間寛平が担当。2000年4月の『カンテーレ見なは～れ』以降は声を出すようになり、岡田照幸が担当している。
なお、『カンテーレ』のサウンドロゴの作曲と歌はCM音楽を中心に活躍している木村恭子が担当している。木村はCM中の音声（主にツッコミを入れる声）も担当している。
2015年3月29日まで地上デジタル放送の受信機表示アイコンでも「8」のロゴとともに使用されていた（「8」マークの右側に「ハチエモン」）。
2015年3月30日に関西テレビの呼称が「カンテレ」に統一された後も「ハチエモン」のキャラクターは使用を継続している。なおこの呼称統一に伴って『カンテーレ』のサウンドロゴは使用されなくなり、それに代わる形で2019年から『カーンテレ、8チャン』というサウンドロゴが用いられている。

## 歴史
関西テレビが創立40周年を迎える1997年に大阪市北区扇町へ移転するのを前提に、1995年夏からのキャンペーン『ピーチク・パーク・ステーション』の制定と同時に、「テレビ局を皆が集まる公園にしたい」との意味を込めて、名前にKTVのリモコンナンバー（ガイドチャンネル→リモコンキーID）「8」を冠した「ハチエモン」は誕生した。
キャッチコピー『カンテーレ』は1997年4月から2015年3月まで使用された。
1996年夏、関西テレビの競馬実況でお馴染みの杉本清アナウンサー（当時）と共演した。
2003年には、ナムコ（現：バンダイナムコエンターテインメント）からゲームボーイアドバンス用ソフト『ハチエモン』が発売された。ジャンルはアクションゲームである。なお、同じくナムコのゲーム『ことばのパズル もじぴったん』のゲームボーイアドバンス版にも、ハチエモンがスペシャルステージに登場していた。
同じく2003年には、アニメ『ハチエモン村』が放送された。
2004年にはCM集をDVD化し発売した（「永久保存版? カンテーレ ハチエモンCM集」）。
2006年には、「ファイト!関西」と銘打って大阪城、通天閣、京都タワー、神戸ポートタワー、梅田の高層ビル群、キッズプラザ大阪（関西テレビ本社ビル）など関西の各名所に「ハチエモン」のクチバシが突然生えて、おやじギャグを一言喋るバージョンが放映された。
また、番組またぎで放送される天気予報では関西テレビ本社ビルの隣の扇町公園でハチエモンの着ぐるみが遊んでいる映像が流れる。スポットCMのハチエモンとは異なった風貌である。
初期の頃はなかったがお尻が二つに割れている。小さな手もあるが普段は隠されており、拝められるのはごく稀なことである。
また、関西地方の観光地にある土産物店ではハチエモンの阪神タイガースバージョンのキーホルダーが売られている。
2011年1月から一時期、関西テレビの局名告知（オープニング・クロージング）に、ハチエモンに手と足が生えたロックバンド「ハチガールバンド」のアニメが使用されていた。

## 出演
- スポットCM
- 天気予報
- ハチエモン村
- 旬感LIVE とれたてっ!